# Чэн Сюаньин
Чэн Сюаньин (кит. 成玄英, пиньинь chéng xuán yīng, собственное имя 子實 Цзы Ши, пиньинь zǐ shí, 608 н. э.—669 н. э.). Выдающийся даосский монах и ученый времен династии Тан. Личное имя — Цзы-ши; родился в уезде Линбао округа Шаньчжоу (ныне город Линбао, провинция Хэнань). Увлекался изучением даосской и конфуцианской классики, особенно ценил комментаторские тексты. В пятый год правления танского императора Тай-цзуна под девизом Чжэньгуань (631) был призван на службу в столицу и по приказу императора был удостоен звания наставника [монастыря] Сихуа (си хуа фаши 西华法师, пиньинь xī huá fǎshī). На четвёртом году правления императора Гао-цзуна (653) после участия в восстании уединился в горах Юньтайшань в округе Юйчжоу (ныне — город Ляньюньган в провинции Цзянсу).
Изучил учение Лао-цзы и Чжуан-цзы, занимался комментированием текстов. Ввел в оборот концепцию «Двойного сокровенного» (чун сюань «重玄», пиньинь chòng xuán, «сокровенное и ещё раз сокровенное»), которая легла в основу важного направления даосской мысли ранней Тан.

## Упоминания в источниках
Чэн Сюаньин не упоминается ни в официальных «историях», ни в даосских «житиях»; у него нет биографии ни в «Старой истории Тан» (Цзю Тан шу 舊唐書, пиньинь jiù táng shū), ни в «Новой истории Тан» (Синь Тан шу 新唐書, пиньинь xīn táng shū) или во «Всеохватывающем зеркале совершенных бессмертных и тех, кто воплощал Дао на протяжении веков» (Лиши чжэнь сянь ти дао тун цзянь 歷世真仙體道通鑑, пиньинь lìshì zhēn xiān tǐ dào tōng jiàn), написанном Чжао Даои 趙 道 ⼀, самой обширной и полной биографической коллекции даосов до 1294 года. Самая ранняя сохранившаяся запись о его жизни — это короткое введение из пятидесяти девяти слов, приложенное к списку работ Чэн Сюаньина в «Библиографических записках» (И вэнь чжи 藝⽂志, пиньинь yì wén zhì) в «Синь Тан шу» (девяносто одно слово, включая список работ). В этом тексте относительно полно описана жизнь Чэн Сюаньина в изгнании.

## Основные сочинения
Из «Новой истории династии Тан» известно, что Чэн Сюаньин комментировал вторую главу «Дао дэ цзин» и тринадцатую главу «Чжуан-цзы». Некоторые комментарии к «Лао-цзы» были объединены Чэн Сюаньином в «Толкование Дао дэ цзин».
Комментаторские тексты: «Лао-цзы Дао дэ цзин чжу» («Резюмирующий комментарий на „Канон дао и дэ“ Лао Цзы»" и «Кай ти сюй цзюэ и шу» («Констатирующий комментарий с введением в суть вопроса и послесловием») утрачены; из «Ду жэнь цзин чжу» («Резюмирующий комментарий на каноны о соизмерении человеческой (личности)») сохранились фрагменты, вошедшие в «Ду жэнь цзин цзи чжу» («Резюмирующий комментарий на собрание канонов о соизмерении человеческой (личности)») Чэнь Цзинъюаня (XI в.); «Наньхуа чжэнь цзин чжу шу» («Резюмирующий комментарий и комментарий с разрядкой в тексте на истинный канон [философа из] Наньхуа» в 30 цзюанях («свитках») вошли в «Дао цзан».

## Философские идеи
Учение Чэн Сюаньина — даосизм, обогащённый буддизмом, углубляющий и расширяющий даосскую философию.

#### Двойное сокровенное
Сокровенное — нечто глубокое и отдаленное, «не наличествующее и не отсутствующее», «беспрепятственно возвращающееся». Человек, имеющий желания (страсти), остается на уровне бытия; не имеющий желаний (страстей) находится на уровне небытия, но и бытие и небытие одинаково представляют собой сокровенное. Введение термина «двойное сокровенное» объяснялось стремлением к несвязанности единым понятием «сокровенного».

Дао

#### Природа «Дао»
1) Дао — пустота, «таковость» всего сущего.
2) Сущность дао таинственна, сокровенна, не имеющая равных по форме и звучанию. Дао не находится в отсутствии, оно повсеместно.
3) Сущность, постигшая дао, не существует и существует. Бытие и небытие не определены, поэтому и название дао неясно. Срединность бытия непостижима, образ бытия — субстанция ци.
4) Дао породило все существующее. Из истоков появились следы, давшие начало изначальной ци. Из неё появились инь и ян, энергия ян чиста и ясна, восходит к небу, а энергия инь мутна и тянется к земле. Инь и ян находятся в движении, в гармонии, как и человек. Чэн Сюаньин считал, что всё сущее исходит от дао. Породившее эти объекты дао не относится к бытию и к небытию, это пустота, духовный абсолют.

#### Предел и знание
Связь предела и знания подобна связи между объектом и субъектом управления. «Дао есть предел, прошедший пустоту, дэ — стремление к забытью сокровенного знания».

#### Бытие и небытие
«Бытие и небытие взаимосвязаны, но самостоятельны, постигающие рациональное. Это субстанция, но в то же время пустота». Известно, что бытие и небытие порождают друг друга, познать всё сущее невозможно.

#### Истина и ложь
Истины и лжи изначально не существует, только от двух сторон, обоюдно считающих друг друга истиной и ложью, и возникают истина и ложь. Когда две стороны придерживаются противоположных позиций, то истинное вовсе не является истинным, а ложное — ложным, тогда не имеет значения, где истина, а где ложь.

#### Добро и зло
Добро и зло — это субъективные понятия. Нарушение норм, руководство ненавистью зовётся злом; послушание, преодоление тяги к порокам — добротой. Если добро и зло есть пустота, тогда что любовь, а что ненависть? Обе категории рождаются в сознании, ничем не отличаясь друг от друга. Поэтому добро и зло следует предать забвению и находиться в середине.

#### Забытье
Достижение состояния «забытья», при котором исчезает восприятие дуальности мира приводит к главной цели — превращению в святого-бессмертного (сянь).